# Matelea hirsuta
Matelea hirsuta är en oleanderväxtart som först beskrevs av Vahl, och fick sitt nu gällande namn av R. E. Woodson. Matelea hirsuta ingår i släktet Matelea och familjen oleanderväxter. Inga underarter finns listade i Catalogue of Life.